# ایگور دودون
ایگور دودون (انگلیسی: Igor Dodon؛ زادهٔ ۱۸ فوریهٔ ۱۹۷۵) سیاست‌مدار اهل مولداوی است.
وی از سال ۲۰۱۶ تاکنون رئیس‌جمهور مولداوی، از سال ۲۰۰۸ تا ۲۰۰۹ معاون نخست‌وزیر مولداوی و از سال ۲۰۰۶ تا ۲۰۰۹ وزیر اقتصاد و تجارت مولداوی بوده‌است.